# بيدرو بافلوف
بيدرو بافلوف لاعب كرة قدم أرجنتيني من مواليد الأرجنتين يلعب حالياً في نادي خورفكان.

## مسيرة اللاعب
لعب سابقاً في الفئات السنية في ريفر بليت و احترف بعدها في الإمارات في نادي الوحدة ونادي الظفرة ونادي خورفكان.

## روابط خارجية
بيدرو بافلوف على موقع قاعدة بيانات كرة القدم.إي يو (الإنجليزية)